# 巴达乡
巴达乡，是中华人民共和国西藏自治区昌都市丁青县下辖的一个乡镇级行政单位。

## 行政区划
巴达乡下辖以下地区：
达麦村、格巴村、达堆村、巴巴村、波巴村和邮巴村。